# Německo na Zimních olympijských hrách 1952
Německo na Zimních olympijských hrách v roce 1952 reprezentovala výprava 53 sportovců (41 mužů a 12 žen) v 8 sportech.

## Medailisté
| Medaile | Jméno                                                     | Sport           | Soutěž            |
| ------- | --------------------------------------------------------- | --------------- | ----------------- |
| Zlato   | Andreas Ostler Lorenz Nieberl                             | Boby            | Dvojbob           |
| Zlato   | Andreas Ostler Friedrich Kuhn Lorenz Nieberl Franz Kemser | Boby            | Čtyřbob           |
| Zlato   | Ria Falková Paul Falk                                     | Krasobruslení   | Sportovní dvojice |
| Stříbro | Annemarie Buchnerová                                      | Alpské lyžování | Ženy sjezd        |
| Stříbro | Ossi Reichertová                                          | Alpské lyžování | Ženy slalom       |
| Bronz   | Annemarie Buchnerová                                      | Alpské lyžování | Ženy obří slalom  |
| Bronz   | Annemarie Buchnerová                                      | Alpské lyžování | Ženy slalom       |